# Liste des aéroports les plus fréquentés en Russie
Cet article présente la liste des aéroports de la fédération de Russie par fréquentation et de plus de 500 000 passagers par an.

## En graphique
Pour des raisons techniques, il est temporairement impossible d'afficher le graphique qui aurait dû être présenté ici.

Voir la requête brute et les sources sur Wikidata.

## En tableau
| Rang | Aéroport                           | Région                                | Ville                     | Code AITA | Passagers en 2013 | Évolution annuelle | Mouvements au classement 2012-2013 |
| ---- | ---------------------------------- | ------------------------------------- | ------------------------- | --------- | ----------------- | ------------------ | ---------------------------------- |
| 1    | Moscou-Domodédovo                  | Moscou Oblast de Moscou               | Moscou                    | DME       | 30 760 000        | 0 9,2 %            | en stagnation                      |
| 2    | Moscou Chérémétiévo                | Moscou Oblast de Moscou               | Moscou                    | SVO       | 29 256 000        | 0 11,7 %           | en stagnation                      |
| 3    | Saint-Pétersbourg-Poulkovo         | Saint-Pétersbourg Oblast de Léningrad | Saint-Pétersbourg         | LED       | 12 854 366        | 0 15,2 %           | en stagnation                      |
| 4    | Moscou-Vnoukovo                    | Moscou                                | Moscou                    | VKO       | 11 175 116        | 0 15,2 %           | en stagnation                      |
| 5    | Iékaterinbourg-Koltsovo            | Oblast de Sverdlovsk                  | Iekaterinbourg            | SVX       | 4 293 002         | 0 13,5 %           | en stagnation                      |
| 6    | Novossibirsk-Tolmatchevo           | Oblast de Novossibirsk                | Novossibirsk              | OVB       | 3 748 211         | 0 14,7 %           | en stagnation                      |
| 7    | Krasnodar-Pashkovsky               | Kraï de Krasnodar                     | Krasnodar                 | KRR       | 2 853 394         | 0 9,8 %            | en stagnation                      |
| 8    | Sotchi-Adler                       | Kraï de Krasnodar                     | Sotchi                    | AER       | 2 427 676         | 0 14,5 %           | en stagnation                      |
| 9    | Oufa                               | Bachkirie                             | Oufa                      | UFA       | 2 218 000         | 0 15,6 %           | en stagnation                      |
| 10   | Rostov-sur-le-Don/Platov           | Oblast de Rostov                      | Rostov-sur-le-Don         | ROV       | 2 190 753         | 0 16,9 %           | 3                                  |
| 11   | Samara-Kouroumotch                 | Oblast de Samara                      | Samara                    | KUF       | 2 167 728         | 0 14,7 %           | en stagnation                      |
| 12   | Khabarovsk                         | Kraï de Khabarovsk                    | Khabarovsk                | KHV       | 2 089 097         | 0 10,9 %           | en stagnation                      |
| 13   | Krasnoïarsk-Iémélianovo            | Kraï de Krasnoïarsk                   | Krasnoïarsk               | KJA       | 2 064 629         | 0 8,8 %            | 3                                  |
| 14   | Vladivostok                        | Kraï du Primorie                      | Vladivostok               | VVO       | 1 853 000         | 0 14,1 %           | en stagnation                      |
| 15   | Kazan                              | Tatarstan                             | Kazan                     | KZN       | 1 847 258         | 0 24,2 %           | en stagnation                      |
| 16   | Irkoutsk                           | Oblast d'Irkoutsk                     | Irkoutsk                  | IKT       | 1 569 011         | 0 12,1 %           | en stagnation                      |
| 17   | Mineralniye Vody                   | Kraï de Stavropol                     | Mineralnye Vody           | MRV       | 1 473 446         | 0 15,2 %           | en stagnation                      |
| 18   | Tioumen-Roshchino                  | Oblast de Tioumen                     | Tioumen                   | TJM       | 1 372 621         | 0 10,8 %           | en stagnation                      |
| 19   | Kaliningrad-Khrabrovo              | Oblast de Kaliningrad                 | Kaliningrad               | KGD       | 1 314 046         | 0 10,6 %           | en stagnation                      |
| 20   | Sourgout                           | Oblast de Tioumen Khantys-Mansis      | Sourgout                  | SGC       | 1 311 730         | 0 12,3 %           | en stagnation                      |
| 21   | Tcheliabinsk-Balandino             | Oblast de Tcheliabinsk                | Tcheliabinsk              | CEK       | 1 210 388         | 0 20,9 %           | en stagnation                      |
| 22   | Perm                               | Kraï de Perm                          | Perm                      | PEE       | 1 150 929         | 0 15,8 %           | en stagnation                      |
| 23   | Omsk                               | Oblast d'Omsk                         | Omsk                      | OMS       | 975 184           | 0 11,8 %           | en stagnation                      |
| 24   | Nijni Novgorod-Strigino            | Oblast de Nijni Novgorod              | Nijni Novgorod            | GOJ       | 917 424           | 0 22,8 %           | 1                                  |
| 25   | Ioujno-Sakhalinsk                  | Oblast de Sakhaline                   | Ioujno-Sakhalinsk         | UUS       | 852 547           | 0 2,1 %            | 1                                  |
| 26   | Iakoutsk                           | République de Sakha                   | Iakoutsk                  | YKS       | 840 480           | 0 12,5 %           | en stagnation                      |
| 27   | Arkhangelsk-Talagi                 | Oblast d'Arkhangelsk                  | Arkhangelsk               | ARH       | 762 916           | 0 8,4 %            | en stagnation                      |
| 28   | Anapa                              | Kraï de Krasnodar                     | Anapa                     | AAQ       | 739 637           | 0 26,0 %           | 3                                  |
| 29   | Novy Ourengoï                      | Oblast de Tioumen Iamalie             | Novy Ourengoï             | NUX       | 732 457           | 0 15,0 %           | 1                                  |
| 30   | Volgograd (ex-Stalingrad)          | Oblast de Volgograd                   | Volgograd                 | VOG       | 687 953           | 0 21,8 %           | 2                                  |
| 31   | Nijnevartovsk (en)                 | Oblast de Tioumen Khantys-Mansis      | Nijnevartovsk             | NJC       | 645 639           | 0 8,8 %            | 1                                  |
| 32   | Petropavlovsk-Kamtchatski-Iélizovo | Kraï du Kamtchatka                    | Petropavlovsk-Kamtchatski | PKC       | 621 137           | 0 3,9 %            | 3                                  |
| 33   | Mourmansk                          | Oblast de Mourmansk                   | Mourmansk                 | MMK       | 614 110           | 0 12,7 %           | en stagnation                      |
| 34   | Orenbourg-Tsentralni               | Oblast d'Orenbourg                    | Orenbourg                 | REN       | 573 345           | 0 23,4 %           | 1                                  |
| 35   | Makhatchkala                       | Daguestan                             | Makhatchkala              | MCX       | 507 384           | 0 20,0 %           | 2                                  |

## voir aussi
- Liste des aéroports de Russie